# 818 Kapteynia
A 818 Kapteynia (ideiglenes jelöléssel 1916 YZ) a Naprendszer kisbolygóövében található aszteroida. Max Wolf fedezte fel 1916. február 21-én.
Névadója Jacobus Kapteyn (1851–1922) holland királyi csillagász.